# هنري لويس غيتس
هنري لويس «سكِب» غيتس الابن (بالإنجليزية: Henry Louis "Skip" Gates Jr.) (ولد في 16 سبتمبر 1950) هو ناقد أدبي أمريكي ومدرس ومؤرخ وصانع أفلام ومفكر عام يعمل كأستاذ في جامعة ألفونس فليتشير ومدير مركز هوتشينز للبحوث الأفريقية والأمريكية الأفريقية في جامعة هارفرد. اكتشف ما يعتبر أقدم الأعمال الأدبية المعروفة لكتاب أمريكيين من أصل أفريقي، ونشر باستفاضة عن تقدير الأدب الأمريكي الأفريقي كجزء من المرجعية الأدبية الغربية.
بالإضافة إلى إنتاج واستضافة سلسلة سابقة عن تاريخ وعلم الأنساب لشخصيات أمريكية بارزة، استضاف غيتس منذ عام 2012 أربعة فصول من السلسلة التلفزيونية فايندنغ يور روتس (بالإنجليزية: Finding Your Roots) على محطة بّي بي إس الأمريكية. تجمع السلسلة بين عمل الباحثين الخبراء في علم الأنساب والتاريخ وعلم الوراثة في البحوث التاريخية لإخبار الضيوف عن حياة أسلافهم وتاريخهم.

## نشأته وتعليمه
وُلِد غيتس في كيسير بولاية فرجينيا الغربية لهنري لويس غيتس الأب (نحو 2010-1913) وزوجته بولين أوغوستا (كولمان) غيتس (1916-1987). نشأ في بلدة بيدمونت المجاورة. عمل والده في مصنع للورق بالإضافة لعمله حارسًا كعمل ثانوي، بينما كانت والدته تنظف المنازل كما ورد في مذكراته «الناس الملونين» (1994).
عَلِم من خلال البحوث المعاصرة أن أسرته تنحدر جزئيًا من شعب اليوروبا في غرب أفريقيا. عَلِم أيضًا أنه لديه 50% أصول  أوروبية، متضمنةً أصولًا أيرلندية؛ وقد فوجئ بذلك كثيرًا. وعلى الرغم من ذلك، نشأ في المجتمع الإفريقي-الأمريكي وعُرف بكونه كذلك. وقد عَلِم أنه مرتبط أيضًا بمجموعة متعددة الأعراق من شعب تشستنت ريدج في فرجينيا الغربية.
في عمر الرابعة عشر، أُصيب غيتس أثناء لعب رياضة كرة قدم اللمس، وتسببت إصابته بكسر المفصل الكروي الحقي في وركه ما أدى إلى انزلاق مشاش رأس الفخذ. وقد أُسيء تشخيص الإصابة من قِبل طبيب معالج أخبر والدة غيتس أن مشكلته كانت نفسية جسدية. عندما التأمت الأذية الجسدية أخيرًا، كانت ساقه اليمنى أقصر من اليسرى بمقدار بوصتين. وبسبب الإصابة، أصبح غيتس يتكئ على عصا عندما يمشي.
تخرّج غيتس من مدرسة بيدمونت الثانوية في العام 1968، والتحق بكلية بوتوماك الحكومية بجامعة فرجينيا الغربية قبل أن ينتقل إلى جامعة ييل، وقد تخرج منها بمرتبة الشرف، وتخرج من جمعية فاي بيتا كابا بشهادة في التاريخ. أول أمريكي أفريقي يحصل على زمالة دراسية من مؤسسة أندرو دبليو. ميلون، وأبحر غيتس على متن سفينة كوين إليزابيث 2 لإنجلترا، جامعة كامبريدج، حيث درس الأدب الإنجليزي في كلية كلير وتحصّل على درجة الدكتوراه.

## جوائز
حصل على جوائز منها:
- جائزة الجمعية الوطنية للنهوض بالملونين عن فئة العمل الأدبي المبهر [الإنجليزية]‏ (2010)
- جائزة محاضر جفرسون  [لغات أخرى]‏ (2002)
- الوسام الوطني للعلوم الإنسانية  [لغات أخرى]‏ (1998)
- جائزة هارتلاند [الإنجليزية]‏ (1994)
- جائزة ليليان سميث للكتاب [الإنجليزية]‏ (1994)
- جائزة جورج بولك  [لغات أخرى]‏ (1992)
- جائزة أنسفيلد - وولف  [لغات أخرى]‏ (1989)
- الجوائز الأميركية للكتاب، عن عمل: The Signifying Monkey [الإنجليزية]‏ (1989)
- زمالة ماك آرثر (يوليو 1981).

## وصلات خارجية
- هنري لويس غيتس على موقع IMDb (الإنجليزية)
- هنري لويس غيتس على موقع الموسوعة البريطانية (الإنجليزية)
- هنري لويس غيتس على موقع مونزينجر (الألمانية)
- هنري لويس غيتس على موقع إن إن دي بي (الإنجليزية)
- هنري لويس غيتس على موقع قاعدة بيانات الفيلم (الإنجليزية)

- هنري لويس غيتس في قاعدة بيانات الأفلام على الإنترنت